# Nyhagagölen
Nyhagagölen är en sjö i Sävsjö kommun i Småland och ingår i Lagans huvudavrinningsområde. Sjön har en area på 0,0342 kvadratkilometer och ligger 228,9 meter över havet.

## Delavrinningsområde
Nyhagagölen ingår i det delavrinningsområde (635676-142969) som SMHI kallar för Utloppet av Ärnanäsasjön. Medelhöjden är 228 meter över havet och ytan är 10,31 kvadratkilometer. Det finns inga delavrinningsområden uppströms utan avrinningsområdet är högsta punkten. Vattendraget som avvattnar avrinningsområdet har biflödesordning 4, vilket innebär att vattnet flödar genom totalt 4 vattendrag innan det når havet efter 225 kilometer. Delavrinningsområdet består mestadels av skog (49 procent) och jordbruk (16 procent). Avrinningsområdet har 1,51 kvadratkilometer vattenytor vilket ger det en sjöprocent på 14,6 procent.